# هنوز آلیس (رمان)
هنوز آلیس (انگلیسی: Still Alice) رمانی نوشتهٔ لیسا جنوا است که در سال ۲۰۰۷ منتشر شد و در لیست پرفروش‌ترین کتاب‌های سال قرار گرفت.
داستان دربارهٔ زنی است به نام الیس که استاد دانشگاه هاروارد است و مبتلا به بیماری آلزایمر زودرس می‌شود که زندگی‌اش را دگرگون می‌کند.
موفقیت کتاب منجر به ساخت نسخهٔ سینمایی آن در سال ۲۰۱۴ با بازی جولین مور شد.